# Eurocopa Sub-21 de 2013
La Eurocopa Sub-21 de 2013 fue la 19.ª edición de este importante torneo juvenil que se disputó del 5 al 18 de junio de 2013 en Israel. La nominación del país anfitrión fue realizada por el Comité Ejecutivo de la UEFA el día 27 de enero de 2011 en Nyon, Suiza, venciendo a Bulgaria, República Checa, Inglaterra y Gales, que también competían por acoger el evento.
En la competición participaron selecciones con jugadores menores de 21 años, nacidos a partir del 1 de enero de 1990, teniendo en cuenta que la clasificación comenzó en 2011.

## Clasificación
Israel se clasificó automáticamente por ser país anfitrión. Las otras 52 selecciones afiliadas a la UEFA fueron divididas en 10 grupos, dos son de seis equipos y ocho de cinco. En cada grupo cada selección juega en casa y fuera ante sus rivales. Los diez vencedores de grupo y los cuatro subcampeones de grupo con mejor registro contra las selecciones que resultaron primeras, terceras, cuartas y quintas disputarán la segunda fase de las semifinales. Esta fase se desarrolló entre el 25 de marzo de 2011 y 10 de septiembre de 2012.
En total fueron 8 los equipos afiliados a la UEFA los que tomaron parte en el Eurocopa Sub-21 de 2013.
| Equipos participantes | Equipos participantes | Equipos participantes | Equipos participantes |
| --------------------- | --------------------- | --------------------- | --------------------- |
| Alemania              | Inglaterra            | Italia                | Países Bajos          |
| España                | Israel                | Noruega               | Rusia                 |

## Sedes
| Jerusalén            | Jerusalén Netanya Petaj Tikva Tel Aviv Localización de los estadios en el mapa de Israel | Netanya            |
| -------------------- | ---------------------------------------------------------------------------------------- | ------------------ |
| Estadio Teddy Kollek | Jerusalén Netanya Petaj Tikva Tel Aviv Localización de los estadios en el mapa de Israel | Estadio Netanya    |
| Capacidad: 31,733    | Jerusalén Netanya Petaj Tikva Tel Aviv Localización de los estadios en el mapa de Israel | Capacidad: 24,000  |
|                      | Jerusalén Netanya Petaj Tikva Tel Aviv Localización de los estadios en el mapa de Israel |                    |
| Petaj Tikva          | Jerusalén Netanya Petaj Tikva Tel Aviv Localización de los estadios en el mapa de Israel | Tel Aviv           |
| Estadio HaMoshava    | Jerusalén Netanya Petaj Tikva Tel Aviv Localización de los estadios en el mapa de Israel | Estadio Bloomfield |
| Capacidad: 11,500    | Jerusalén Netanya Petaj Tikva Tel Aviv Localización de los estadios en el mapa de Israel | Capacidad: 29,400  |
|                      | Jerusalén Netanya Petaj Tikva Tel Aviv Localización de los estadios en el mapa de Israel |                    |

## Balón oficial
El balón oficial de la Eurocopa Sub-21 de 2013 se dio a conocer durante el sorteo del torneo en el hotel Hilton Tel Aviv, de la ciudad homónima, el 28 de noviembre de 2012. La pelota tiene los colores, azul y blanco, de la bandera del país anfitrión, Israel, y su diseño cuenta con  patrones circulares,  como el Adidas Cafusa, pelota de la Copa FIFA Confederaciones Brasil 2013.

## Árbitros
En diciembre de 2012 fueron anunciados los seis árbitros que dirigirán los partidos en la fase final del torneo. La competencia contará también con ocho árbitros asistentes, ocho árbitros asistentes adicionales y dos cuarto árbitro de apoyo.
El más veterano de los árbitros es el polaco Paweł Gil, con 37 años, mientras que el más joven es el esloveno Matej Jug, de 33, y entre los árbitros asistentes, el bielorruso Zhuk Dzmitry con 26 años, es el menor de todos los colegiados. Los árbitros pertenecen a 23 diferentes naciones.
| Árbitros - Paweł Gil (PZPN) - Antony Gautier (FFF) - Matej Jug (NZS) - Ivan Bebek (HNS) - Serhiy Boiko (FFU) - Ovidiu Haţegan (FRF) | Asistentes - Vencel Tóth (MLSZ) - Ivo Kolev (БФС) - Roland Brandner (ÖFB) - Sandro Pozzi (ASF-SFV) - Alan Mulvanny (SFA) - Johann Gudmundsson (KSÍ) - Dmitri Zhuk (BFF) - Haralds Gudermanis (LFF) | Asistentes adicionales - Kristo Tohver (EJL) - Kenn Hansen (DBU) - Miroslav Zelinka (FAČR) - Ivan Kružliak (SFS) - Sébastien Delferiere (KBVB/URBSFA) - Antti Munukka (SPL/FBF) - Ilias Spathas (EPO) - Halis Özkahya (TFF) | Cuarto Árbitro - Nissan Davidy (IFA) - Danny Krasikow (IFA) |

## Resultados

### Primera fase

#### Grupo A
| Equipo     | Pts | PJ | PG | PE | PP | GF | GC | Dif |
| ---------- | --- | -- | -- | -- | -- | -- | -- | --- |
| Italia     | 7   | 3  | 2  | 1  | 0  | 6  | 1  | +5  |
| Noruega    | 5   | 3  | 1  | 2  | 0  | 6  | 4  | +2  |
| Israel     | 4   | 3  | 1  | 1  | 1  | 3  | 6  | -3  |
| Inglaterra | 0   | 3  | 0  | 0  | 3  | 1  | 5  | -4  |

| 5 de junio de 2013, 19:00 | Israel                                   | 2:2 (1:1) | Noruega                                    | Estadio Netanya, Netanya                              |                                                       |
|                           | Nir Biton 16' (pen.) · Alon Turgeman 71' | Reporte   | Marcus Pedersen 24' · Harmeet Singh 90'+1' | Asistencia: 13 800 espectadores Árbitro(s): Pawel Gil | Asistencia: 13 800 espectadores Árbitro(s): Pawel Gil |

| 5 de junio de 2013, 21:30 | Inglaterra | 0:1 (0:0) | Italia              | Estadio Bloomfield, Tel Aviv                               |                                                            |
|                           |            | Reporte   | Lorenzo Insigne 79' | Asistencia: 11 000 espectadores Árbitro(s): Antony Gautier | Asistencia: 11 000 espectadores Árbitro(s): Antony Gautier |

| 8 de junio de 2013, 19:00 | Inglaterra              | 1:3 (0:2) | Noruega                                                               | Estadio HaMoshava, Petaj Tikva                          |                                                         |
|                           | Craig Dawson 57' (pen.) | Reporte   | Fredrik Semb Berge 15' · Jo Inge Berget 34' · Magnus Wolff Eikrem 52' | Asistencia: 6.150 espectadores Árbitro(s): Serhiy Boiko | Asistencia: 6.150 espectadores Árbitro(s): Serhiy Boiko |

| 8 de junio de 2013, 21:30 | Italia                                                                     | 4:0 (2:0) | Israel | Estadio Bloomfield, Tel Aviv                               |                                                            |
|                           | Ricardo Saponara 17' · Manolo Gabbiadini 41' 52' · Alessandro Florenzi 70' | Reporte   |        | Asistencia: 13 894 espectadores Árbitro(s): Ovidiu Haţegan | Asistencia: 13 894 espectadores Árbitro(s): Ovidiu Haţegan |

| 11 de junio de 2013, 19:00 | Israel          | 1:0 (0:0) | Inglaterra | Estadio Teddy Kollek, Jerusalém |                          |
|                            | Ofir Krieff 80' | Reporte   |            | Árbitro(s): Serhiy Boiko        | Árbitro(s): Serhiy Boiko |

| 11 de junio de 2013, 19:00 | Noruega               | 1:1 (0:0) | Italia                  | Estadio Bloomfield, Tel Aviv |                        |
|                            | Stefan Strandberg 90' | Reporte   | Andrea Bertolacci 90+4' | Árbitro(s): Ivan Bebek       | Árbitro(s): Ivan Bebek |

#### Grupo B
| Equipo       | Pts | PJ | PG | PE | PP | GF | GC | Dif |
| ------------ | --- | -- | -- | -- | -- | -- | -- | --- |
| España       | 9   | 3  | 3  | 0  | 0  | 5  | 0  | +5  |
| Países Bajos | 6   | 3  | 2  | 0  | 1  | 8  | 6  | +2  |
| Alemania     | 3   | 3  | 1  | 0  | 2  | 4  | 5  | -1  |
| Rusia        | 0   | 3  | 0  | 0  | 3  | 2  | 8  | -6  |

| 6 de junio de 2013, 19:00 | España            | 1:0 (0:0) | Rusia | Estadio Teddy Kollek, Jerusalém                      |                                                      |
|                           | Álvaro Morata 82' | Reporte   |       | Asistencia: 8.127 espectadores Árbitro(s): Matej Jug | Asistencia: 8.127 espectadores Árbitro(s): Matej Jug |

| 6 de junio de 2013, 21:30 | Países Bajos                                             | 3:2 (2:0) | Alemania                                     | Estadio HaMoshava, Petaj Tikva                        |                                                       |
|                           | Adam Maher 23' · Georginio Wijnaldum 37' · Leroy Fer 90' | Reporte   | Sebastian Rudy 46' (pen.) · Lewis Holtby 81' | Asistencia: 9.678 espectadores Árbitro(s): Ivan Bebek | Asistencia: 9.678 espectadores Árbitro(s): Ivan Bebek |

| 9 de junio de 2013, 19:00 | Países Bajos                                                                                    | 5:1 (1:0) | Rusia         | Estadio Teddy Kollek, Jerusalém                           |                                                           |
|                           | Georginio Wijnaldum 37' · Luuk de Jong 60' · Ola John 68' · Danny Hoesen 82' · Leroy Fer 90'+1' | Reporte   | Chéryshev 64' | Asistencia: 2.000 espectadores Árbitro(s): Antony Gautier | Asistencia: 2.000 espectadores Árbitro(s): Antony Gautier |

| 9 de junio de 2013, 21:30 | Alemania | 0:1 (0:0) | España            | Estadio Netanya, Netanya                              |                                                       |
|                           |          | Reporte   | Álvaro Morata 85' | Asistencia: 11.750 espectadores Árbitro(s): Paweł Gil | Asistencia: 11.750 espectadores Árbitro(s): Paweł Gil |

| 12 de junio de 2013, 19:00 | España                                              | 3:0 (2:0) | Países Bajos | Estadio HaMoshava, Petaj Tikva |                            |
|                            | Álvaro Morata 26' · Isco 32' · Álvaro Vázquez 90+1' | Reporte   |              | Árbitro(s): Ovidiu Haţegan     | Árbitro(s): Ovidiu Haţegan |

| 12 de junio de 2013, 19:00 | Rusia             | 1:2 (1:1) | Alemania                                         | Estadio Netanya, Netanya |                       |
|                            | Alán Dzagóyev 22' | Reporte   | Patrick Herrmann 34' · Sebastian Rudy 69' (pen.) | Árbitro(s): Matej Jug    | Árbitro(s): Matej Jug |

### Segunda fase
|  | Semifinales                    | Semifinales |   |  | Final                   | Final       |  |
|  | 15 de junio                    | 15 de junio |   |  | 18 de junio             | 18 de junio |  |
|  |                                |             |   |  |                         |             |  |

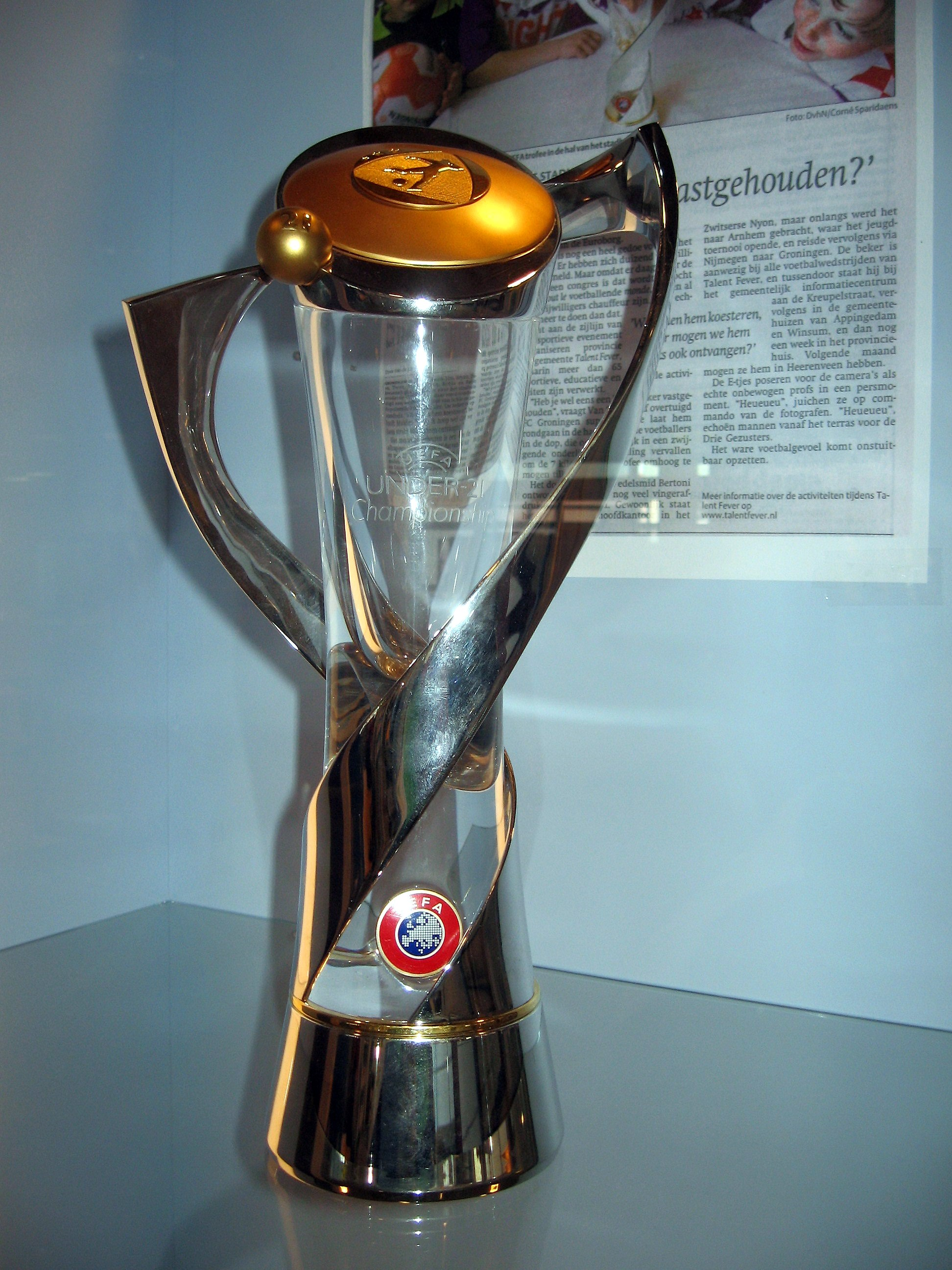
Copa del Campeonato UEFA Sub-21

|  | HaMoshava Stadium, Petaj Tikva |             |   |  |                         |             |  |
|  | Italia                         | 1           |   |  |                         |             |  |
|  | Países Bajos                   | 0           |   |  |                         |             |  |
|  |                                |             |   |  |                         |             |  |
|  |                                |             |   |  | Teddy Kollek, Jerusalén |             |  |
|  |                                |             |   |  | Italia                  | 2           |  |
|  |                                | España      | 4 |  |                         |             |  |
|  |                                |             |   |  |                         |             |  |
|  |                                |             |   |  |                         |             |  |
|  |                                |             |   |  | Tercer lugar            |             |  |
|  | Netanya Stadium, Netanya       |             |   |  |                         |             |  |
|  | España                         | 3           |   |  |                         |             |  |
|  | Noruega                        | 0           |   |  |                         |             |  |

#### Semifinales
| 15 de junio de 2013, 20:30 | Italia           | 1:0 (0:0) | Países Bajos | Estadio HaMoshava, Petaj Tikva |                            |
|                            | Fabio Borini 79' | Reporte   |              | Árbitro(s): Ovidiu Haţegan     | Árbitro(s): Ovidiu Haţegan |

| 15 de junio de 2013, 19:00 | España                                         | 3:0 (1:0) | Noruega | Estadio Netanya, Netanya |                          |
|                            | Rodrigo 45+1' · Isco 87' · Álvaro Morata 90+3' | Reporte   |         | Árbitro(s): Serhiy Boiko | Árbitro(s): Serhiy Boiko |

#### Final
| 18 de junio de 2013, 19:00 | Italia                               | 2:4 (1:3) | España                                               | Estadio Teddy Kollek, Jerusalén |                       |
|                            | Ciro Immobile 10' · Fabio Borini 80' | Reporte   | Thiago Alcántara 6, 31, 38' (pen.) · Isco 66' (pen.) | Árbitro(s): Matej Jug           | Árbitro(s): Matej Jug |

| Bandera de España |
| Campeón           |
| España            |
| 4.o título        |

## Estadísticas

### Goleadores fase final
| Jugador             | Selección    | Goles | Minutos |
| Álvaro Morata       | España       | 4     | 245'    |
| ------------------- | ------------ | ----- | ------- |
| Isco                | España       | 3     | 420'    |
| Thiago Alcántara    | España       | 3     | 439'    |
| Leroy Fer           | Países Bajos | 2     | 121'    |
| Manolo Gabbiadini   | Italia       | 2     | 164'    |
| Sebastian Rudy      | Alemania     | 2     | 216'    |
| Georginio Wijnaldum | Países Bajos | 2     | 248'    |
| Fabio Borini        | Italia       | 2     | 258'    |

| Mostrar todos | Mostrar todos | Mostrar todos | Mostrar todos | Mostrar todos |
| --- | ------------- | ------------- | ------------- | ------------- |
| \| Jugador \| Selección \| \| \| \| ------------------- \| ------------ \| -- \| ----- \| \| Álvaro Vázquez \| España \| 1 \| 28' \| \| Andrea Bertolacci \| Italia \| 1 \| 44' \| \| Danny Hoesen \| Países Bajos \| 1 \| 99' \| \| Harmeet Singh \| Noruega \| 1 \| 104' \| \| Alon Turgeman \| Israel \| 1 \| 163' \| \| Riccardo Saponara \| Italia \| 1 \| 168' \| \| Denís Chéryshev \| Rusia \| 1 \| 171' \| \| Craig Dawson \| Inglaterra \| 1 \| 175' \| \| Alan Dzagoev \| Rusia \| 1 \| 180' \| \| Rodrigo Moreno \| España \| 1 \| 220' \| \| Lewis Holtby \| Alemania \| 1 \| 226' \| \| Ofir Krieff \| Israel \| 1 \| 232' \| \| Magnus Eikrem \| Noruega \| 1 \| 233' \| \| Fredrik Semb Berge \| Noruega \| 1 \| 237' \| \| Ola John \| Países Bajos \| 1 \| 240' \| \| Patrick Herrmann \| Alemania \| 1 \| 244' \| \| Nir Biton \| Israel \| 1 \| 255' \| \| Jo Inge Berget \| Noruega \| 1 \| 256' \| \| Luuk de Jong \| Países Bajos \| 1 \| 261' \| \| Adam Maher \| Países Bajos \| 1 \| 264' \| \| Marcus Pedersen \| Noruega \| 1 \| 270' \| \| Ciro Immobile \| Italia \| 1 \| 271' \| \| Lorenzo Insigne \| Italia \| 1 \| 305' \| \| Stefan Strandberg \| Noruega \| 1 \| 306' \| \| Alessandro Florenzi \| Italia \| 1 \| 357' \| \| Total fase final \| Europa \| 45 \| 1350' \| |               |               |               |               |
| Jugador | Selección     | Goles         | Minutos       |               |
| Álvaro Vázquez | España        | 1             | 28'           |               |
| Andrea Bertolacci | Italia        | 1             | 44'           |               |
| Danny Hoesen | Países Bajos  | 1             | 99'           |               |
| Harmeet Singh | Noruega       | 1             | 104'          |               |
| Alon Turgeman | Israel        | 1             | 163'          |               |
| Riccardo Saponara | Italia        | 1             | 168'          |               |
| Denís Chéryshev | Rusia         | 1             | 171'          |               |
| Craig Dawson | Inglaterra    | 1             | 175'          |               |
| Alan Dzagoev | Rusia         | 1             | 180'          |               |
| Rodrigo Moreno | España        | 1             | 220'          |               |
| Lewis Holtby | Alemania      | 1             | 226'          |               |
| Ofir Krieff | Israel        | 1             | 232'          |               |
| Magnus Eikrem | Noruega       | 1             | 233'          |               |
| Fredrik Semb Berge | Noruega       | 1             | 237'          |               |
| Ola John | Países Bajos  | 1             | 240'          |               |
| Patrick Herrmann | Alemania      | 1             | 244'          |               |
| Nir Biton | Israel        | 1             | 255'          |               |
| Jo Inge Berget | Noruega       | 1             | 256'          |               |
| Luuk de Jong | Países Bajos  | 1             | 261'          |               |
| Adam Maher | Países Bajos  | 1             | 264'          |               |
| Marcus Pedersen | Noruega       | 1             | 270'          |               |
| Ciro Immobile | Italia        | 1             | 271'          |               |
| Lorenzo Insigne | Italia        | 1             | 305'          |               |
| Stefan Strandberg | Noruega       | 1             | 306'          |               |
| Alessandro Florenzi | Italia        | 1             | 357'          |               |
| Total fase final | Europa        | 45            | 1350'         |               |

### Goleadores torneo
A continuación se listan los máximos goleadores del torneo incluyendo la fase de clasificación del mismo.
| Jugador           | Selección       | Goles | F. C. |
| Rodrigo           | España          | 12    | 11    |
| ----------------- | --------------- | ----- | ----- |
| Jan Chramosta     | República Checa | 9     | 9     |
| Isco              | España          | 8     | 5     |
| Manolo Gabbiadini | Italia          | 8     | 6     |
| Peniel Mlapa      | Alemania        | 8     | 8     |
| Jordan Rhodes     | Escocia         | 8     | 8     |
| Genero Zeefuik    | Países Bajos    | 8     | 8     |
| Fedor Smolov      | Rusia           | 7     | 7     |

### Asistentes fase final
| Jugador          | Selección    | Asistencias | Minutos |
| Pablo Sarabia    | España       | 2           | 91'     |
| ---------------- | ------------ | ----------- | ------- |
| Håvard Nielsen   | Noruega      | 2           | 208'    |
| Ola John         | Países Bajos | 2           | 241'    |
| Marco Van Ginkel | Países Bajos | 2           | 270'    |
| Ciro Immobile    | Italia       | 2           | 271'    |

| Mostrar todos | Mostrar todos | Mostrar todos | Mostrar todos | Mostrar todos |
| --- | ------------- | ------------- | ------------- | ------------- |
| \| Jugador \| Selección \| \| \| \| ----------------- \| ------------ \| - \| ---- \| \| Omri Altman \| Israel \| 1 \| 35' \| \| Leroy Fer \| Países Bajos \| 1 \| 121' \| \| Shota Bibilov \| Rusia \| 1 \| 149' \| \| Alan Dzagoev \| Rusia \| 1 \| 180' \| \| Iker Muniain \| España \| 1 \| 193' \| \| Kevin Volland \| Alemania \| 1 \| 231' \| \| Álvaro Morata \| España \| 1 \| 245' \| \| Luuk de Jong \| Países Bajos \| 1 \| 261' \| \| Marcus Pedersen \| Noruega \| 1 \| 270' \| \| Koke \| España \| 1 \| 271' \| \| Marc Bartra \| España \| 1 \| 360' \| \| Matteo Bianchetti \| Italia \| 1 \| 360' \| \| Thiago Alcántara \| España \| 1 \| 439' \| |               |               |               |               |
| Jugador | Selección     | Goles         | Minutos       |               |
| Omri Altman | Israel        | 1             | 35'           |               |
| Leroy Fer | Países Bajos  | 1             | 121'          |               |
| Shota Bibilov | Rusia         | 1             | 149'          |               |
| Alan Dzagoev | Rusia         | 1             | 180'          |               |
| Iker Muniain | España        | 1             | 193'          |               |
| Kevin Volland | Alemania      | 1             | 231'          |               |
| Álvaro Morata | España        | 1             | 245'          |               |
| Luuk de Jong | Países Bajos  | 1             | 261'          |               |
| Marcus Pedersen | Noruega       | 1             | 270'          |               |
| Koke | España        | 1             | 271'          |               |
| Marc Bartra | España        | 1             | 360'          |               |
| Matteo Bianchetti | Italia        | 1             | 360'          |               |
| Thiago Alcántara | España        | 1             | 439'          |               |

### Tabla de rendimiento
Nota: las tablas de rendimiento no reflejan la clasificación final de los equipos, sino que muestran el rendimiento de los mismos atendiendo a la ronda final alcanzada.
| Equipo | Equipo       | Pts | PJ | PG | PE | PP | GF | GC | Dif | Rend  |
| ------ | ------------ | --- | -- | -- | -- | -- | -- | -- | --- | ----- |
| 1      | España       | 15  | 5  | 5  | 0  | 0  | 12 | 2  | +10 | 100%  |
| 2      | Italia       | 10  | 5  | 3  | 1  | 1  | 9  | 5  | +4  | 66,7% |
| 3      | Países Bajos | 6   | 4  | 2  | 0  | 2  | 8  | 7  | +1  | 50%   |
| 4      | Noruega      | 5   | 4  | 1  | 2  | 1  | 6  | 7  | -1  | 41,7% |
| 5      | Israel       | 4   | 3  | 1  | 1  | 1  | 3  | 6  | -3  | 44,4% |
| 6      | Alemania     | 3   | 3  | 1  | 0  | 2  | 4  | 5  | -1  | 33,3% |
| 7      | Inglaterra   | 0   | 3  | 0  | 0  | 3  | 1  | 5  | -4  | 0%    |
| 8      | Rusia        | 0   | 3  | 0  | 0  | 3  | 2  | 8  | -6  | 0%    |

## Premios y reconocimientos

### Bota de oro
El máximo goleador del campeonato recibe el galardón de la Bota de Oro. En caso de igualdad de goles, se tiene en cuenta las asistencias del jugador, y en último caso los minutos disputados.
| Jugador             | Selección    | Goles | Asistencias | Minutos |
| ------------------- | ------------ | ----- | ----------- | ------- |
| Álvaro Morata       | España       | 4     | 1           | 245'    |
| Thiago Alcántara    | España       | 3     | 1           | 439'    |
| Isco                | España       | 3     | 0           | 420'    |
| Leroy Fer           | Países Bajos | 2     | 1           | 121'    |
| Manolo Gabbiadini   | Italia       | 2     | 0           | 164'    |
| Sebastian Rudy      | Alemania     | 2     | 0           | 216'    |
| Georginio Wijnaldum | Países Bajos | 2     | 0           | 248'    |
| Fabio Borini        | Italia       | 2     | 0           | 258'    |

### Jugador y equipo ideal del torneo
El Grupo de Estudios Técnicos de la UEFA eligió, tras el fin del campeonato, al equipo ideal compuesto por los 23 mejores jugadores según su posición en el campo de juego. España fue el equipo con más jugadores seleccionados con once. Tras el equipo campeón, la finalista Italia y la semifinalista Países Bajos obtuvieron cuatro nominaciones, seguida por Noruega con dos, y Alemania y Rusia con sólo una.

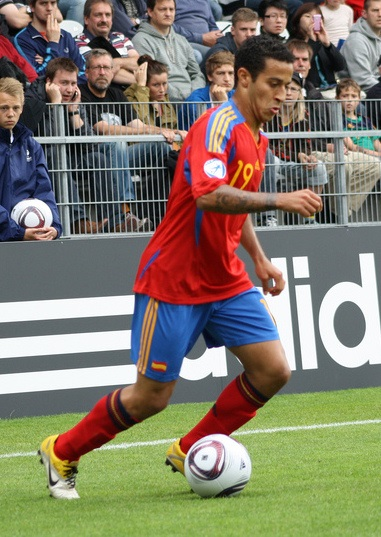
Thiago, elegido mejor jugador del torneo.

Además, el Grupo de Estudios Técnicos eligió también al Mejor Jugador del Torneo, que fue el centrocampista español Thiago Alcántara. Los miembros del equipo técnico en Israel fueron Jean-François Domergue (Francia), Peter Rudbæk (Dinamarca), Dany Ryser (Suiza) y Dušan Savić (Serbia), capitaneados por el director técnico de la UEFA Ioan Lupescu, con Mordechai Shpigler (de Israel) actuando como enlace con el Comité de Desarrollo y Asistencia Técnica de la UEFA.

#### Equipo ideal
El Equipo Técnico de la UEFA fue el encargado de componer la escuadra de los 23 mejores jugadores en el transcurso del torneo. España, con once, tiene la mayor cantidad de jugadores en el equipo del torneo.
| Porteros                                  | Defensas | Centrocampistas                                                                                    | Delanteros                                                          |
| ----------------------------------------- | --- | -------------------------------------------------------------------------------------------------- | ------------------------------------------------------------------- |
| David de Gea Francesco Bardi Ørjan Nyland | Alberto Moreno Iñigo Martínez Marc Bartra Martín Montoya Luca Caldirola Bruno Martins Indi Stefan Strandberg | Asier Illarramendi Isco Koke Thiago Alcántara Lewis Holtby Marco Verratti Adam Maher Alán Dzagóyev | Álvaro Morata Rodrigo Moreno Fabio Borini G. Wijnaldum Luuk de Jong |

#### Equipo ideal de los aficionados
El mejor once y entrenador elegido fue el siguiente:
| Portero      | Defensas                     | Centrocampistas             | Delanteros       | Entrenador |
| ------------ | ---------------------------- | --------------------------- | ---------------- | ---------- |
| 1 (CAP) (X%) | 2 (X%) 3 (X%) 4 (X%) 5 (49%) | 6 (X%) 7 (X%) 8 (X%) 9 (X%) | 10 (43%) 11 (X%) | D. T. (X%) |

## Plantilla del equipo campeón
Nota: resaltados en negrita los galardonados con premios individuales en el torneo.
Entrenador: Julen Lopetegui.
- Porteros: David de Gea, Diego Mariño y Joel Robles.
- Defensas: Martín Montoya, Nacho Fernández, Marc Bartra, Íñigo Martínez, Marc Muniesa, Álvaro González, Alberto Moreno y Dani Carvajal.
- Centrocampistas: Asier Illarramendi, Sergio Canales, Koke, Thiago Alcántara (capitán), Ignacio Camacho, Isco e Iker Muniain.
- Delanteros: Rodrigo Moreno, Cristian Tello, Álvaro Morata, Pablo Sarabia y Álvaro Vázquez.